# Collenchima

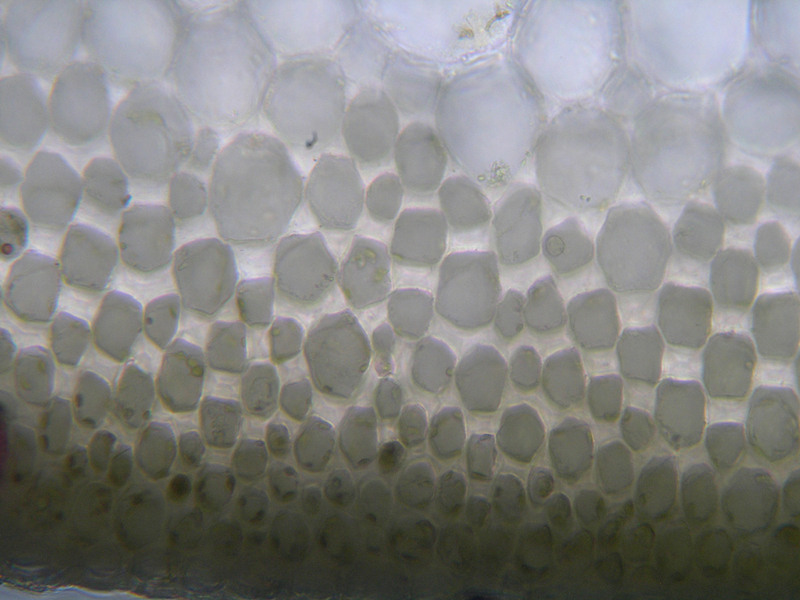
collenchima angolare in fusto di sedano (Apium graveolens L.)

 Il collènchima è un tessuto vegetale adulto. Fa parte, insieme allo sclerenchima, dei tessuti meccanici. Si trova nelle piante superiori vascolari (spermatofite). 

## Struttura e funzione del collenchima
È formato da cellule vive dette collociti, con forma isodiametrica o allungata, con pareti ricche di emicellulose, cellulosa e pectine, il che le rende flessibili ed elastiche. Proprio per queste sue capacità è presente negli organi che sono ancora in via di accrescimento per distensione. Si trova in particolare negli organi giovani (foglia, fusto), ed erbacei. Occupa posizioni periferiche (sottoepidermiche), è generalmente assente nelle radici, anche se si può trovare in quelle aeree cresciute sotto illuminazione, mentre in quelle sotterranee già sorrette dal suolo, non necessitano di un sostegno meccanico elastico.
Il collenchima ha una limitata capacità di sostegno ma ha la possibilità di assecondare, grazie alla possibilità delle sue cellule di distendere la propria parete, la crescita dell'organo di cui fa parte. Possiede una buona attività metabolica (frequentemente i collenchimi svolgono contemporaneamente più funzioni, per esempio, possiedono cloroplasti funzionanti e attuano una buona fotosintesi).

## Tipi di collenchima
Una caratteristica fondamentale delle cellule del collenchima è legata alla disposizione degli ispessimenti parietali, che, anziché creare strati uniformemente spessi, si localizzano in punti precisi della parete. Sulla base di tali disposizioni, sono noti tre principali tipi di collenchima:
- collenchimi angolari, con ispessimenti che si localizzano lungo gli spigoli delle cellule
- collenchimi lamellari, con ispessimenti sulle pareti tangenziali delle cellule che sono disposte in file regolari
- collenchimi lacunosi, che, a differenza dei due precedenti, presenta spazi intercellulari. Gli ispessimenti sono in prossimità degli spazi intercellulari.